# Hatto Klamt

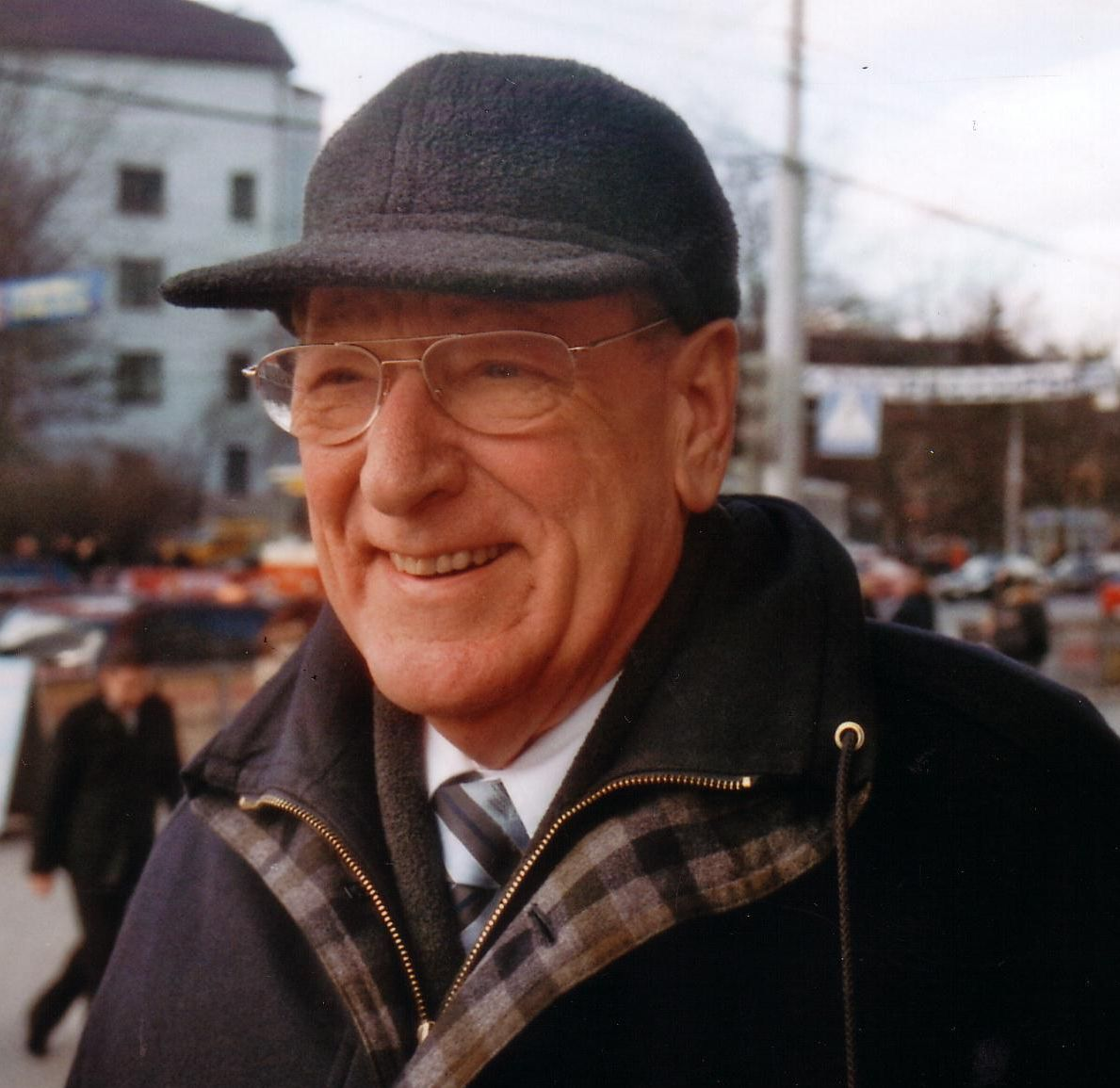
Hatto Klamt in Kaliningrad (2009)

Hatto Erich Oswald Klamt (* 16. Februar 1936 in Neumünster; † 15. November 2022) war ein deutscher Philologe,  Reserveoffizier und Kommunalpolitiker (CDU).

## Leben
Der Vater von Klamt war ein aus Oberschlesien stammender Eisenbahner. Klamt besuchte die Holstenschule in Neumünster und das Gymnasium in Bad Bramstedt. Nach dem Abitur studierte er Philosophie, Pädagogik, Latein und Geschichte an der Universität Hamburg und ab 1963 Evangelische Theologie an der Christian-Albrechts-Universität zu Kiel. Als Oberstudiendirektor baute er ab 1974 im Stadtteil Einfeld die Alexander-von-Humboldt-Schule als viertes Neumünsteraner Gymnasium auf. Er leitete die Schule bis zu seiner Pensionierung im Jahre 2001. Klamt war 42 Jahre lang (1966–2008) Mitglied der Ratsversammlung der Stadt Neumünster. Er gehörte dem Magistrat als ehrenamtlicher Dezernent der Stadtwerke Neumünster (1970–1978) und ehrenamtlicher Dezernent für Brandschutz, Rettungsdienst und Katastrophenschutz an (1978–1996). Anschließend war er stellvertretender Stadtpräsident (1996–2003) und schließlich Stadtpräsident (2003–2008). Als Reserveoffizier war er zuletzt Oberstleutnant d. R. bei der Panzerbrigade 18 in Boostedt. In seiner Kieler Studentenzeit war er 1956/57 Mitglied des Kieler Corps Palaiomarchia-Masovia. Als „Gesinnungspreuße“ engagierte er sich seit 2005 im Corps Masovia Königsberg zu Potsdam.

## Ehrungen
Von 1982 bis 2010 Erster Vorsitzender des TS Einfeld von 1921 e. V., war er zuletzt Ehrenvorsitzender des Vereins.
Klamt war Träger der Caspar-von-Saldern-Verdienstmedaille der Stadt Neumünster.
Der CDU-Kreisverband Neumünster wählte ihn zum Ehrenvorstandsmitglied.
Der Norddeutsche Schützenbund verlieh ihm die Medaille Dank und Anerkennung in Gold.